# Anything that moves
Anything that moves (auch abgekürzt als ATM) ist ein US-amerikanisches Bisexuellenmagazin, das 1990 gegründet wurde und bis 2002 in gedruckter Form (Hochglanz und Vierfarbdruck) vierteljährlich erschien. Bis 2004 existierte es noch als elektronische Zeitschrift. Die Publikation wurde 2004 eingestellt. Auf der immer noch vorhandenen Internetpräsenz sind ältere Ausgaben des Magazins online verfügbar.
Das Magazin wurde international vertrieben, seine Produktion als gemeinnützig gemäß dem US-amerikanischen Steuerrecht (501(c)(3)) anerkannt. ATM war der journalistisch erfolgreichste und auflagenstärkste Wegbereiter des Bi-Aktivismus sowie das erste USA-weit erscheinende Bisexuellenmagazin. Sein niederländisches Pendant sind die in geringerer Auflage verkauften bi-nieuws des Landelijk Netwerk Biseksualiteit LNBi; in Deutschland gibt es das BiJou des Bisexuellen Netzwerks BiNe e.V.
Der Name Anything That Moves ist ein Wortspiel mit dem gängigen Vorurteil gegenüber Bisexuellen: [they tend to/simply/really fuck] anything that moves (auf Deutsch etwa: sie bumsen alles, was sich bewegt/was nicht bei Drei auf den Bäumen ist).